# Karongasaurus
Karongasaurus ("ještěr z distriktu Karonga") byl rod titanosaurního sauropodního dinosaura, žijícího v období spodní křídy na území dnešního afrického státu Malawi. Podle nekompletních fosilií čelistí a zubů bylo zjištěno, že tento sauropod vykazoval dlouhou a štíhlou lebku, čímž se lišil od rodu Malawisaurus, žijícího přibližně ve stejné době. Rozměry tohoto sauropoda nejsou známé, mohl však dosahovat hmotnosti několika tun.

## Formální popis
Typový druh K. gittelmani byl popsán paleontoložkou Elisabeth Gomaniovou v roce 2005 a je prvním dinosaurem formálně popsaným čistě on-line.